# Pascal Lance
Pascal Lance (nascido em 23 de janeiro de 1964) é um ex-ciclista francês que competiu nos Jogos Olímpicos de Verão de 1988 na corrida de 100 km contrarrelógio por equipes e terminou em quarto lugar.
Venceu a corrida de um dia Chrono des Nations (1987, 1988, 1994 e 1995), e corridas de multi-etapas Circuito de Lorraine (1985 e 1988) e Tour du Poitou-Charentes (1992). Na época quando o contrarrelógio por equipes era somente competida por dois membros de cada equipe, Lande terminou em segundo lugar no Duo Normand em 1993 e terceiro nas edições de 1996 e 1997.